# Sandra Westrich
Sandra Westrich, geb. Kürten, (* 25. August 1980) ist eine deutsche Eishockeyspielerin, die viele Jahre in der Fraueneishockey-Bundesliga aktiv war und mit der deutschen Frauen-Nationalmannschaft an der Weltmeisterschaft 1999 in Finnland teilnahm.

## Karriere
Sandra Westrich begann ihre Karriere bei der ESG Esslingen, bei der auch ihre Schwestern spielten und ihr Vater Trainer war. Sie wurde achtmal Deutscher Meister im Fraueneishockey: Von 1995 bis 1998 mit der ESG Esslingen sowie von 2001 bis 2004 mit den Lady Kodiaks des TV Kornwestheim. Außerdem spielte sie bei den Eisladies des OSC Berlin aus Schöneberg, für die sie am European Women Champions Cup 2007/08 teilnahm.
Sandra Westrich nahm bereits mit 15 Jahren an der Europameisterschaft 1995 im lettischen Riga teil und wurde mit der deutschen Mannschaft Fünfte. Bei der letzten ausgetragenen EM 1996 wurde sie mit der deutschen Mannschaft nur Letzter (Sechster) der A-Gruppe. Bei der Weltmeisterschaft 1999 in Finnland belegte sie mit der Nationalteam den siebten Platz.
2011 beendete sie zunächst ihre Eishockeykarriere. Seit 2016 ist Westrich wieder in der zweitklassigen Frauenliga Baden-Württemberg für den SC Bietigheim-Bissingen aktiv, abermals zusammen mit ihrer Schwester Sabine und ihrem Vater als Trainer.

## Karrierestatistik
(Legende zur Spielerstatistik: Sp oder GP = absolvierte Spiele; T oder G = erzielte Tore; V oder A = erzielte Assists; Pkt oder Pts = erzielte Scorerpunkte; SM oder PIM = erhaltene Strafminuten; +/− = Plus/Minus-Bilanz; PP = erzielte Überzahltore; SH = erzielte Unterzahltore; GW = erzielte Siegtore; 1 Play-downs/Relegation; Kursiv: Statistik nicht vollständig)

## Privates
Sandra Westrich ist die Tochter von Peter Kürten, der auch ihr persönlicher Trainer war, und seiner Frau Petra. Sie hat zwei Schwestern, Stephanie Kürten und Sabine Rückauer, die beide ebenfalls in der höchsten deutschen Fraueneishockeyliga spielten.